# Cantó de Le Borg
El cantó de Le Borg és un cantó francès del departament de Cruesa, situat al districte de Garait. Té 7 municipis i el cap és Le Borg.

## Municipis
- Chamboran
- Fleurac
- Le Borg
- Lisieres
- Furçac (Sent Estefe)
- Furçac (Sent Peir)
- Sant Prit la Plana

## Història
| Data d'elecció                           | Identitat      | Partit | Qualitat |
| ---------------------------------------- | -------------- | ------ | -------- |
| 1967-1982                                | Lucien Lacroix | PCF    |          |
| 1982-                                    | Guy Moutaud    | PS     |          |
| les dades anteriors no són pas conegudes |                |        |          |
|                                          |                |        |          |

## Demografia
| 1962  | 1968  | 1975  | 1982  | 1990  | 1999  | 2006  |
| ----- | ----- | ----- | ----- | ----- | ----- | ----- |
| 4.873 | 5.465 | 4.619 | 4.300 | 4.105 | 3.928 | 3.897 |